# Pensionnat anglican de Fort George
Le pensionnat anglican de Fort George, ou École St. Philip's, ouverte de 1932 à 1975, est une école résidentielle autochtone, située dans la communauté crie de Fort George, dans le Nord-du-Québec. L'institution se trouve dans la même communauté que le pensionnat catholique de Fort George, en activité de 1930 à 1981. À la suite de la découverte de tombes d'enfants sur le site de l'ancien pensionnat de Kamloops (Colombie-Britannique), la première nation de Chisasibi annonce en juin 2022 qu'elle lancera des fouilles sur le site des deux pensionnats de l'île Fort George.

## Historique

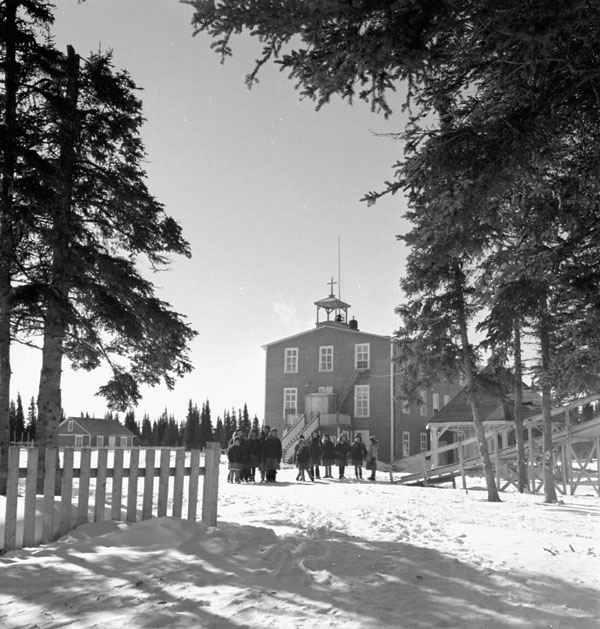
Pensionnat catholique de Fort George, 1946.

Le pensionnat anglican de Fort George ouvre ses portes en 1932. La mission anglicane de Fort George, en compétition avec la mission catholique installée de l'autre côté de l'île, fonde cette école résidentielle en réaction à l'ouverture du pensionnat catholique de Fort George en 1930,. Dès l'année suivante, le pensionnat anglican est reconnu et financé par le ministère des Affaires indiennes, devenant le premier pensionnat autochtone officiel en territoire québécois. Il compte alors 35 pensionnaires. Le pensionnat catholique ne sera reconnu qu'en 1937.
En 1943, le pensionnat est détruit dans un incendie. Reconstruit, l'établissement est toutefois désuet dès les années 1950. En 1969, l'Église anglicane cesse d'administrer les pensionnats à la Baie-James. L'établissement ferme ses portes en 1975.

## Fouilles et témoignages
10 décès sont officiellement répertoriés au pensionnat anglican de Fort George. Le 8 décembre 2022, l'émission Enquête de Radio-Canada présente des témoignages d'anciens pensionnaires des deux pensionnats confessionnels de l'île Fort George. Ceux-ci font état de maltraitance et de décès de pensionnaires.
En juin 2022, la communauté crie de Chisasibi entreprend des démarches pour lancer des fouilles sur les sites du pensionnat catholique et du pensionnat anglican de l'île Fort George, à la suite de la découverte de 215 tombes anonymes sur le site du Pensionnat autochtone de Kamloops, en Colombie-Britannique. Le projet est complexe : la communauté crie de l'île Fort George a été déménagée entre 1978 et 1981 dans le cadre des chantiers hydro-électriques de la Baie-James. Les sites des pensionnats ont peu été entretenus par la suite. De plus au cours de leur histoire, plusieurs sites ont été occupés par les institutions,. Le processus de fouilles est lancé en 2022, mais est ralenti en 2023 en raison des feux de forêt dans le Nord-du-Québec, ayant forcés l'évacuation de plusieurs communautés cries et la fermeture de la route Billy-Diamond, seule voie d'accès terrestre.